# The Works (Nik Kershaw)
The Works è il quarto album in studio del cantautore britannico Nik Kershaw, pubblicato il 22 maggio 1989 dall'etichetta discografica MCA Records (l'ultimo pubblicato con questa casa).
L'album non è stato un successo commerciale, non riuscendo ad avere nessun impatto nelle classifiche europee. Neppure i due singoli estratti dall'album sono riusciti ad avere attenzione del pubblico: One Step Ahead si è piazzato alla posizione 55 della classifica dei singoli nel Regno Unito, mentre Elisabeth's Eyes non ha avuto alcun piazzamento.
Dopo questo lavoro, Kershaw non pubblicherà un altro album per 10 anni.

## Tracce
Testi e musiche di Nik Kershaw.
1. One Step Ahead – 3:53
2. Elisabeth's Eyes – 4:40
3. Take My Place – 4:04
4. Wounded Knee – 3:53
5. Cowboys & Indians – 3:52
6. One World – 4:39
7. Don't Ask Me – 4:03
8. Burning at Both Ends – 4:05
9. Lady on the Phone – 7:45
10. Walkabout – 4:56

### Singoli estratti
- One Step Ahead
- Elisabeth's Eyes